# 데이브 브루벡
데이브 브루벡(Dave Brubeck, 1920년 12월 6일 ~ 2012년 12월 5일)은 미국의 재즈 음악가이다. 1959년 앨범 Time Out에 수록된 Take Five로 가장 잘 알려져 있다.
2차대전 때 미국으로 망명하였던 거장 다리우스 미요의 문하생으로서, 클래식한 터치를 보이나 폴 데즈먼드(알토 색소폰 주자)와 콤비가 된 퀴테트는 16년에 걸친 커리어를 가지며, 이 기간에 전 미국의 대학을 역방하여 재즈를 모르는 학생들을 팬으로 만든 공적은 크다. UCLA에서 아르놀트 쇤베르크의 가르침을 받기도 했으나, 음악적 견해의 차이로 결별하였다.
2012년 심부전으로 항년 93세에 별세했다